# Võ lâm truyền kỳ (phim)
Võ lâm truyền kỳ là một bộ phim hài hước - hành động - võ thuật - tâm lý Việt Nam do đạo diễn Lê Bảo Trung thực hiện, sản xuất bởi Hãng phim Phước Sang. Võ lâm truyền kỳ được khởi chiếu vào ngày 9 tháng 2 đến qua Tết năm 2007, phim dựa theo một trò chơi có cùng tên nổi tiếng toàn quốc Việt Nam ngay sau hai năm nó ra mắt ở Việt Nam.

## Nội dung
Bộ phim xoay quanh nhân vật tên Thắng, một sinh viên nhà nghèo nhưng lại không lo học mà chỉ lo chơi game online Võ Lâm Truyền Kỳ với nick "Anh hùng cờ lau". Thắng có quen cô nàng tên Bảo Hương trên mạng, anh ta không hề biết cô nàng này chính là người yêu của lớp trưởng Minh trong lớp. Minh cũng có chơi game Võ Lâm Truyền Kỳ cùng với những người bạn khác là Đông, Tây, Nga và Thúy.
Với tư cách là bang chủ, Minh đã cất giữ giùm báu vật cho tất cả bạn bè. Một hôm nọ, Minh phát hiện ra báu vật trong game đã bị nick "Anh hùng cờ lau" lấy hết. Minh kêu đám bạn chia nhau ra điều tra và tìm bắt người có nick "Anh hùng cờ lau". Cuối cùng Minh bắt được Thắng, Minh đánh đập Thắng để buộc Thắng trả lại báu vật trong game. Thắng luôn miệng bảo rằng không có lấy báu vật nhưng Minh không nghe, Minh vẫn cứ hành hạ Thắng.
Bảo Hương đã chứng kiến mọi chuyện, cô ta thấy Minh quá tàn nhẫn nên giải thoát cho Thắng. Minh cùng với Đông, Tây, Nga và Thúy lấy xe đuổi theo Thắng và Bảo Hương. Sau đó Tây bị mông đổ máu do bị kẹt ở trong hẻm. Rượt đuổi ra đến tận bờ sông, Thắng và Bảo Hương trốn trong bến sông bị bỏ hoang, nhóm của Minh cố tìm kiếm nhưng không thấy. Thắng và Bảo Hương nảy sinh tình cảm với nhau. Sáng sớm hôm sau, Thắng và Bảo Hương nhảy xuống tàu canô lái đi, nhóm của Minh phát hiện rồi đuổi theo tiếp.
Khi lên bờ, Minh tức giận đâm Thắng một nhát dao, mặc dù trước đó Bảo Hương có khuyên Minh hãy tỉnh lại và đừng nên giết người chỉ vì mấy món đồ ảo trên mạng. Lực lượng công an chạy đến bắt Minh về đồn, còn Thắng được đưa đến bệnh viện. Sau này, Đông và Tây vào đồn công an thăm Minh, họ tiết lộ ra rằng chính họ đã lén mở rương lấy hết báu vật trong game rồi đổ lỗi cho Thắng bằng kế hoạch rất tinh vi. Minh hối hận vì đã hiểu lầm Thắng, anh ta chấp nhận hiến máu của mình cho Thắng để cứu Thắng sống, sau đó Minh phải ở tù. Bộ phim kết thúc với cảnh Thắng và Bảo Hương cưỡi ngựa dạo chơi trên một ngọn đồi.

## Diễn viên
- Đan Trường vai Thắng
- Kim Thư vai Bảo Hương
- Chi Bảo vai Minh
- Hoài Linh vai Đông / Đông Tà
- Tấn Beo vai Tây / Tây Độc
- Thanh Thảo vai Nga
- Vũ Thu Phương vai Thúy
- Ngọc Giàu vai Mẹ của Thắng
- Bảo Quốc vai Thầy giáo
- Cát Phượng vai Marilyn Monroe "hàng nhái"
- Văn Ruy vai Michael Jackson "hàng nhái"
- Khánh Nam vai Charlie Chaplin "hàng nhái"
- Minh Béo vai Anh chàng mập
- Phước Sang vai Tài xế xe tải
- Việt Anh vai Ông già nghiện game
- Nguyễn Huy vai Cậu bé nghiện game
- Christian Trung vai Ông giám đốc
- Vũ Long vai Thủ lĩnh làng Trâu
- Thanh Tân vai Thủ lĩnh làng Bò
- Hữu Lộc vai Thủ lĩnh quân đội đỏ
- Thái Hòa vai Thủ lĩnh quân đội cam
- Tam Thanh vai Thủ lĩnh quân đội hồng nhạt
- Thanh Long Trẻ vai Thủ lĩnh quân đội hồng đậm
- Nhật Cường vai Thủ lĩnh quân đội bạc
- Hoàng Mập vai Thủ lĩnh quân đội tím
- Lê Khâm vai Thủ lĩnh quân đội xanh lam nhạt
- Quốc Trung vai Thủ lĩnh quân đội xanh lam đậm
- Hồng Tài vai Thủ lĩnh quân đội vàng
- Bảo Khương vai Thủ lĩnh quân đội xanh lá cây
- Thanh Bạch vai Bác sĩ trưởng khoa
- Tiết Cương vai Bác sĩ phụ khoa
- Phương Thanh vai Y tá thực tập
- Trung Dũng vai Công an
- Mai Sơn Lâm vai Anh chàng sinh viên
- Hữu Tiến vai Anh chàng sinh viên